# Filippi (famiglia)
I Filippi sono un'antica famiglia patrizia fiorentina, probabilmente d'origine romana.

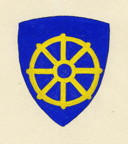
Stemma Filippi

## Le origini leggendarie
Secondo la leggenda medievale, il patrizio romano Quinto Marcio Filippi di Montefilippi fu compagno di gesta di Uberto Cesare, figlio di Catilina e fondatore della schiatta degli Uberti. Marcio, oriundo di Roma, fece costruire il Campidoglio di Firenze: infine accompagnò Uberto in Germania, dove Ottaviano Augusto li aveva mandati a sedare una rivolta di sassoni. Il fondatore storico della famiglia fu Braccio Filippi, armato cavaliere da Carlo re dei Franchi nel 786.
Anche suo figlio Brunello fu armato cavaliere da Carlo Magno, nell'805 (alcuni autori confondono i due come un unico personaggio, come per es. Ricordano Malispini nella sua "Storia fiorentina: dall'edificazione di Firenze fino al 1282, seguitata poi da Giacotto Malespini fino al 1286", Livorno, Glauco Masi, 1830, Volume 1, pag. 147)). Avevano come feudo Montefilippi, nella val di Greve, dove sorgeva il loro castello. All'inizio dell'XI secolo avevano abbandonato il feudo per inurbarsi a Firenze, mantenendo la signoria e costruendo una torre nel primo cerchio. Menzionata fra le famiglie potenti della città, da rami collaterali diede origine agli Strozzi, ai Gualfreducci, ai Bartoli Filippi, alla famiglia francese Philippy de Bucelli, e, sebbene con qualche incertezza storica, alla famiglia de' Gondi. “Gli antichi storici e genealogisti che scrissero dei Gondi, raccolsero volentieri la tradizione che li faceva discendere dai Filippi posti da Dante fra i più antichi abitatori di Firenze; più precisamente da quel Braccio Filippi armato cavaliere da Carlo Magno nel 786. Ma è una tradizione che non si appoggia ad alcun documento; e sembra perciò preferibile considerare come loro capostipite quell'Orlando di Bilicozzo, che nel 1197 sedeva nel consiglio del Comune” (Vittorio Spreti, Enciclopedia storico-nobiliare italiana, Vol. 3, Bologna, Arnaldo Forni Editore, 1981).
Più tardi si legge il nome di Uguccione di Gianni Filippi tra i Consiglieri che ratificarono la pace con i senesi nel 1201. Durante il XIII secolo decadde politicamente in quanto ghibellina. Dante cita i Filippi tra le antiche famiglie fiorentine in decadenza (Paradiso, XVI, 89).

## Storia
Nonostante il declino politico, a Firenze la famiglia si distinse ancora con Filippo e Rustichello, poeti stilnovisti, e con alcuni priori tra cui Uguccione (Guccius), priore nel 1300. Nel XIII sec. si annovera anche un beato fra' Matteo Filippi, dell'Ordine dei Predicatori. Nell'anno 1302 un Gherardo Filippi, bandito da Carlo d'Angiò, andò esule a Venezia staccandosi dal ceppo fiorentino della famiglia. Suo figlio Pietro comandò nel 1327 due triremi offerte alla Repubblica dalle isole di Pago e di Brazza. La famiglia, stabilitasi infine nell'isola di Brazza, prosperò, separandosi dal ramo che ottenne la cittadinanza originaria di Venezia e che s'estinse alla fine del '700 (v. Tassini, bibliogr. n. 75). Nel 1389 moriva a Candia il capitan da mar Andrea; nel 1436 Giorgio rappresentava Brazza davanti al senato veneziano e al doge Francesco Foscari, ottenendo l'approvazione dello statuto dell'isola. Nel 1490 il generale Loredan inviò due galee al comando di Nadal Salamon e Pietro Filippi allo stretto dell'isola di Veglia per tagliare i rifornimenti dei Turchi. Nel 1498 moriva in un fortunale il sopracomite di galea Raffaele. Seguirono numerosi giuristi e militari al servizio della Serenissima. Negli anni 1483, 1563 e 1579 i Filippi erano annoverati tra le famiglie che eleggevano gli abati di Povlia Comenda, l'abbazia benedettina di S. Giovanni della metà del XIV secolo. Girolamo fu uno dei nobili che nel 1565 emanò la sentenza nella controversia tra gli abitanti di Brazza e il doge Francesco Dandolo, in merito ad alcune donazioni, che si risolse a favore degli abitanti dell'isola.
Giovanni Vincenzo de Filippi (1656-1738) dell'Ordine dei Servi di Maria, fu vescovo prima di Zante e Cefalonia nell'anno 1698, poi di Caorle nell'anno 1718. Nel 1750 Giovanni si trasferì a Zara. Suo figlio Petrus (1754-1806), su incarico della Serenissima, divenne controllore dei beni ecclesiastici di Dalmazia. Con la caduta della Repubblica di Venezia, Petrus, iscritto al capitolo nobiliare di Scardona e diventato avvocato, nel 1806 rappresentò l'Impero austriaco nelle trattative per la cessione del Regno delle Province Illiriche all'Impero napoleonico. Il rappresentante francese, col. Louis Jean Baptiste Simonet visconte di Maisonneuve, in seguito, si accasò con Orsola Filippi (1807). Il loro figlio, com.te di vascello Alexandre Amedée (1809 + 1872), non ebbe figli, ragion per cui i Filippi ereditarono il castello du Serret a Saint-Marcel-les-Sauzet. In questa famiglia, erede dei beni e titoli degli estinti conti Fondra-Ferra di Zara, si distinsero in Dalmazia con Gian Giuseppe (1792-1851), deputato alla Dieta del Regno di Dalmazia e corrispondente di Nicolò Tommaseo, e Natale (1822-1871), anch'egli deputato e insigne giurista.
Nel 1848 le leggi feudali furono abolite in tutto l'Impero austro-ungarico: tuttavia Ulbo rimase feudo dei Filippi fino al 13 maggio 1900 quando Donato (1826-1912) concesse la libertà all'isola. La popolazione eresse nella piazza di Ulbo un cippo, tuttora in situ, con un ringraziamento epigrafico a Donato Filippi. Natale (1895-1959) fu celebre entomologo, letterato e patriota. La famiglia rimase in Dalmazia fino al 1943, anno in cui riparò a Venezia in seguito agli eventi bellici della seconda guerra mondiale.  Il figlio Gian Giuseppe (1947), indologo, è stato professore ordinario all'Università Ca' Foscari di Venezia.  Questa famiglia s'è ripetutamente imparentata con i Minucci di Conegliano, con i da Lisca di Verona, i Difnico, i Detrico,(poi Gliubavac Detrico nella cui famiglia si estinsero i Frangipane di Veglia dando origine ai Gliubavac Detrico Frangipane poi estinti nei conti Damiani di Vergada Detrico Frangipane i cui discendenti in linea maschile sono tuttora in essere come alcuni in linea femminile, i conti Palcich da cui i Rosati di Monteprandone de Filippis Dèlfico) i conti Bailo e i conti de' Fenzi di Sebenico, con gli Alacevich di Macarsca, con i conti de Nassi, de Fanfogna, con i da Parma Lavezzola, i Nachich von Osljak, i conti de' Borelli di Vrana, i Felicinovich von Treustern, gli Hilgers von Hilgersberg di Zara, con gli Ivellio della Brazza, con gli Agazzi di Bergamo e Sebenico e con le famiglie dei conti veneti di Dalmazia Corner e Contarini.
La famiglia Filippi attualmente risiede nella Marca Trevigiana.

## Arma
D'azzurro, alla ruota cerchiata d'oro.